# Luzon (eiland)
Luzon is het grootste eiland van de Filipijnen. Het eiland is 104.688 km² groot, ongeveer 35% van het landoppervlakte van de Filipijnse archipel. Op het eiland woont ongeveer de helft van de totale bevolking van de Filipijnen.
Manilla, de hoofdstad en regeringszetel van de Filipijnen, ligt centraal op het eiland in een dichtbevolkt gebied dat Metro Manilla wordt genoemd. Manilla is samen met Vigan City in het noorden van Luzon een van de drie steden die de Spanjaarden reeds in de 16e eeuw gesticht hebben. Het unieke en goed bewaarde historisch centrum van Vigan is in 1999 op de Werelderfgoedlijst toegevoegd.
Het landschap van Luzon is er een van extremen. Het grootste meer van de Filipijnen, Laguna de Bay en de langste rivier van het land, de Cagayan zijn op het eiland te vinden. Ook beruchte actieve vulkanen zoals de Pinatubo, Mount Taal en de Mayon liggen op Luzon. In het bergachtige noorden liggen de wereldberoemde rijstterrassen van Banaue die net als Vigan City op de werelderfgoedlijst staan. De hoogste berg van Luzon is Mount Pulag, die met 2922 meter net iets lager is dan de hoogste berg van de Filipijnen, Mount Apo op Mindanao. Behalve de bergen zijn op Luzon ook uitgestrekte vlakten te vinden, waar veel landbouwproducten van de Filipijnen vandaan komen.

## Samenleving en cultuur

### Bevolkingsgroepen
Het eiland Luzon is een groot eiland en herbergt diverse groepen met verschillende etnische achtergrond. De regio's Ilocos en Cagayan Valley worden voornamelijk bevolkt door de Ilocanos. De meeste inwoners van Pangasinan, ten zuiden van Ilocos Sur, zijn Pangasinan. In Pampanga en Tarlac en de rest van het centrale deel van Luzon wonen weer voornamelijk Kampampagans. In de regio's CALABARZON en Metro Manilla zijn de Tagalog in de meerderheid en het schiereiland Bicol, het zuidwestelijke deel van Luzon, wordt voornamelijk bevolkt door de Bicolanos. Daarnaast zijn er nog andere etnische groepen op Luzon. De Aeta wonen in Zambales, de Ibanag in Cagayan, de Igorot in de Cordillera en de Ilongot in de zuidelijke Sierra Madre.
In stedelijke gebieden komt men door recente migratie ook Moros en Filipino's van Chinese afkomst tegen. Daarnaast ziet men daar ook wel Filipino's van Spaanse komaf, Filipino's van Amerikaanse komaf, Europeanen, Japanners, Koreanen en veel andere etniciteiten.

## Geografie

### Bestuurlijke indeling
Het eiland is ingedeeld in de volgende 7 regio's en 30 provincies:
| - Ilocos Region (Regio I) - Ilocos Norte - Ilocos Sur - La Union - Pangasinan - Cagayan Valley (Regio II) - Cagayan - Isabela - Nueva Vizcaya - Quirino | - Central Luzon (Regio III) - Aurora - Bataan - Bulacan - Nueva Ecija - Pampanga - Tarlac - Zambales - CALABARZON (Regio IV-A) - Batangas - Cavite - Laguna - Quezon - Rizal | - Bicol Region (Regio V) - Albay - Camarines Norte - Camarines Sur - Sorsogon - Cordillera Adm.Region (CAR) - Abra - Apayao - Benguet - Ifugao - Kalinga - Mountain Province | - National Capital Region (NCR) |

Van de provincies Albay, Batangas, Cagayan, Camarines Norte, Camarines Sur, Cavite, Pangasinan, Quezon en Zambales liggen ook delen niet op het eiland Luzon.

### Topografie en landschap
Het eiland Luzon is 104.688 km² groot en is daarmee het grootste eiland van de Filipijnen en naar grootte het 17e eiland ter wereld. Luzon strekt zich uit over 830 kilometer lengte en is maximaal zo'n 240 kilometer breed. Het noorden van het eiland is bergachtig met de twee van noord naar zuid lopende bergketens Cordillera Central en Sierra Madre. Tussen deze twee bergketens stroomt de Cagayan. De Cagayan is met 354 kilometer de langste rivier van de Filipijnen. Ten zuiden van het punt waar deze twee bergketens samenkomen begint een grote vlakte die zich uitstrekt van de Lingayengolf in het noorden tot het Zambalesgebergte in het westen, en Manilla in het zuiden. In het Zambalesgebergte ligt de zeer actieve vulkaann Mount Pinatubo. Ten zuidoosten van Manilla ligt Laguna de Bay. Dit vrij ondiepe meer van 949 km² groot is het grootste meer van de Filipijnen. Vanuit Laguna de Bay stroomt de rivier de Pasig door een vijftal steden van Metro Manilla voor deze na 27 kilometer bij de stad Manilla uitmondt in de Baai van Manilla.
Ten zuiden en zuidoosten van Manilla is de kustlijn van het eiland veel grilliger dan van het overgrote deel van het noorden. Er zijn veel baaien en eilandjes voor de kust te vinden. In het zuiden van het Bicol-schiereiland, ten noorden van Legazpi City ligt de actieve, mooi kegelvormige vulkaan Mayon. Een derde zeer actieve vulkaan op Luzon is Mount Taal ten zuiden van Manilla in de provincie Batangas.

## Klimaat

### Temperatuur
De gemiddelde temperatuur van de drie op Luzon gelegen weerstations varieert gedurende het jaar tussen 25,3 en de 29,4 graden Celsius. In de bergen is de gemiddelde temperatuur een stuk lager. De gemiddelde jaartemperatuur in Baguio, op een hoogte van circa 1500 meter, 18,3 graden Celsius. De warmste maanden zijn april, mei en juni en de koelste maanden zijn december, januari en februari

### Regenval
De regenval van Luzon is net als de regenval van de Filipijnen te onderscheiden in vier typen.
- Type I: Twee duidelijk te onderscheiden seizoenen. Een droog seizoen van november tot en met april en een nat seizoen de rest van het jaar
- Type II: Geen duidelijk te onderscheiden droog seizoen en een duidelijk te onderscheiden natte periode van november tot en met januari.
- Type III: Geen duidelijk te onderscheiden seizoenen. Het is relatief droog van november tot en met april en relatief nat de rest van het jaar.
- Type IV: De regenval is gelijkmatig verdeeld over het jaar.

De westelijke helft van Luzon is qua regenval in te delen in type I. Het uiterste noorden van Luzon en oostelijke deel van het schiereiland Bicol zijn in te delen in type II. Het midden van Noord-Luzon en de zuidelijke delen van Bicol in type III en het oosten van Noord-Luzon en het midden van Bicol zijn in te delen in type IV.

### Aardbevingen
Luzon wordt regelmatig geteisterd door aardbevingen.
Bij de aardbeving van 16 juli 1990, die een kracht had van 7,8 op de schaal van Richter, kwamen ongeveer 1600 mensen om.
De aardbeving van 27 juli 2022 had een kracht van 7,1 op de schaal van Richter.